# إف يو كود بي ماين
إف يو كود بي ماين هي رواية للشباب البالغين صدرت عام 2013 من تأليف سارة فاريزان. تحكي الرواية قصة سحر وهي فتاة إيرانية مراهقة ترغب في إجراء جراحة تغيير الجنس حتى تتمكن من الزواج من صديقتها المفضلة نسرين. لاقى الكتاب استحسان النقاد، خاصةً بسبب وصفه لحياة المثليين والمتحولين جنسيًا في إيران وحصل على جوائز متعددة من منشورات من مجتمع الميم في عام 2014.

## الحبكة
تروي حكاية الكتاب سحر مراهقة تعيش في طهران عاصمة إيران. نشأت في منزل متواضع مع والدها الوحيد، وهي على علاقة حب مع صديقة طفولتها نسرين. تنحدر صديقتها من عائلة ثرية وعلى الرغم من أنها تحب سحر أيضًا، إلا أنها تخشى أن تكون لها علاقة مفتوحة معها، بسبب اضطهاد المثليين في بلادهم.
رُتب زواج نسرين من رجل، وهي غير راغبة في إلغاء الزواج حتى لا تخيب آمال عائلتها. بينما تكتفي نسرين بأن تكون لها عشيقة تصاب سحر باليأس. من خلال ابن عمها المثلي علي، تلتقي ببارفين وهي امرأة متحولة جنسيًا وتقرر أنها ستخضع لعملية تغيير الجنس حتى تقبل نسرين الزواج منها.

## الخلفية
بدأت سارة فاريزان الكتابة عن موضوعات المثليين للشباب أثناء وجودها في كلية الدراسات العليا في جامعة ليزلي. في مقابلة مع الإذاعة الوطنية العامة، قالت إن جزءًا من سبب قرارها بالكتابة عن هذه المواضيع هو استكشاف التجربة التي يمكن أن يمر بها الشباب الإيراني في بلد يُحظر فيه المثلية الجنسية.: 1:50 قالت فريزان، وهي إيرانية أمريكية ومثلية الجنس إنها أمضت عدة سنوات منعزلة بسبب كون والديها من إيران وخشيتها من أنه ليس من الآمن التحدث مع الآخرين حول انجذابها المثلي.: 1:20 

## الاستقبال
لاقت رواية إف يو كود بي ماين استحسان النقاد. وصفتها تقييمات كيركس بأنها "قصة مؤثرة وأنيقة عن الحب الأول والعائلة". وأشاروا أيضًا إلى كيف تبذل الكتب جهودًا كبيرة لإظهار مجموعة متنوعة من الشخصيات المتحولة جنسيًا، ولا تقول أبدًا أن التحول هو خطأ. أشادت كارين كوتس بمعالجة الكاتبة لبعض القضايا الموضعية، لكنها لم تعجبها الطريقة التي "انتهى بها الأمر بفاريزان إلى سرد قصتها أكثر من عرضها"، بسبب "المحادثات الهادفة للشخصية الرئيسية حول القضايا الاجتماعية والإجراءات الجراحية وخياراتها". تنتهي كوتس بملاحظة إيجابية، على الرغم من ذلك، حيث وجدت أن تناول الكتاب حول كيفية التعامل مع خلل الهوية الجنسية والمثلية الجنسية في البلاد مثير للتفكير.
أشاد مايكل كارت من مجلة ذا بوكليست "بالتصوير القوي لحياة المثليين والمتحولين جنسيًا في إيران" فضلاً عن مدى اختلافه عن وجهات النظر في الغرب. سلطت هيذر بوث، في مراجعتها، الضوء على استخدام فاريزان لأنماط الكلام المختلفة للمساعدة في تحديد شخصية كل شخصية ووصفته بأنه "عرض تقديمي مؤثر لقصة قوية". بمراجعة لصحيفة
بمراجعة لصحيفة نيويورك تايم وجدت جيسيكا برودر أن نثر المؤلفة "صريح ومضحك وحلو ومر"، وأشادت أيضًا بالمؤامرات الثانوية ووصفتها بأنها لا تُنسى.
في عام 2014، حصلترواية إف يو كود بي ماين على جائزة فيرو جروملي وإدموند وايت من مثلث النشر وهي المرة الأولى التي تفوز فيها رواية بالجائزة الأولى في فئتين مختلفتين في نفس العام. حصل الكتاب أيضًا على جائزة لامدا الأدبية لأدب الأطفال والشباب في عام 2014.